# Canton de Breil-sur-Roya
Le canton de Breil-sur-Roya est une ancienne division administrative française, canton français de 1860 à 2015, située dans le département des Alpes-Maritimes et la région Provence-Alpes-Côte d'Azur.

## Histoire
Le canton est créé après l'annexion du comté de Nice à la France et la création du département des Alpes-Maritimes, par le décret impérial du 24 octobre 1860.

## Composition
Le canton de Breil-sur-Roya regroupait les communes de :
| Nom                        | Code Insee | Intercommunalité           | Population (dernière pop. légale) |
| -------------------------- | ---------- | -------------------------- | --------------------------------- |
| Breil-sur-Roya (chef-lieu) | 06023      | CA de la Riviera française | 2 375 (2014)                      |
| Saorge                     | 06132      | CA de la Riviera française | 449 (2014)                        |
| Fontan                     | 06062      | CA de la Riviera française | 355 (2014)                        |

## Représentation

### Conseillers généraux de 1861 à 2015
| 1861 | 1867         | Félix Martini                         |              | Avocat, suppléant du juge de paix à Nice |  |  |  |  |
| 1867 | 1870         | Louis Cachiardy Baron de Montfleury   |              | Maire de Breil-sur-Roya |  |  |  |  |
| 1871 | 1872 (décès) | Jean-Baptiste Toesca                  |              | Vice-Président du Tribunal de commerce de Breil-sur-Roya                                                                                       |  |  |  |  |
| 1872 | 1877         | Félix Bonfiglio                       |              | Notaire Maire de Breil-sur-Roya, conseiller d'arrondissement                                                                                   |  |  |  |  |
| 1877 | 1886         | Auguste Cachiardy Baron de Montfleury | Conservateur | Maire de Breil-sur-Roya |  |  |  |  |
| 1886 | 1911 (décès) | Maurice Rouvier                       | Républicain  | Négociant Président du conseil général (1890-1911) Député (1885-1903) Sénateur (1902-1911) Ministre - Président du Conseil (1887 et 1905-1906) |  |  |  |  |
| 1911 | 1919         | Ernest Lairolle                       | Républicain  | Avocat Député (1910-1919) |  |  |  |  |
| 1919 | 1921         | Jean-Baptiste Moro                    |              | Journaliste |  |  |  |  |
| 1921 | 1937 (décès) | Eugène Charabot                       | URD          | Enseignant et industriel à Grasse Sénateur (1926-1937)                                                                                         |  |  |  |  |
| 1937 | 1940         | Jean Durandy                          | Modéré       | Ingénieur de l'Institut électrotechnique de Grenoble Maire de Menton (1935-1943)                                                               |  |  |  |  |
|      |              |                                       |              | |  |  |  |  |
| 1943 |              | Antoine Guglielmi                     |              | Adjoint au maire de Breil-sur-Roya Nommé conseiller départemental en 1943                                                                      |  |  |  |  |
| 1945 | 1958         | André Botton                          | SFIO         | Enseignant retraité Maire de Breil-sur-Roya (1945-1958) Président du conseil général (1947-1951)                                               |  |  |  |  |
| 1958 | 1964         | Louis De Giorgi                       | PCF          | Boulanger Maire de Saorge (1948-1983) |  |  |  |  |
| 1964 | 1976         | Pierre Sassi                          | Centriste    | Exploitant agricole Maire de Breil-sur-Roya (1958-1977)                                                                                        |  |  |  |  |
| 1976 | 1982         | Robert Charvin                        | PCF          | Avocat au barreau de Nice, universitaire Adjoint au maire de Villefranche-sur-Mer                                                              |  |  |  |  |
| 1982 | 2015         | Gilbert Mary                          | RPR puis UMP | Conseiller auprès du président de la CCI Maire de Breil-sur-Roya (1995-2002) Vice-président du conseil général (2008-2015)                     |  |  |  |  |

### Conseillers d'arrondissement (de 1861 à 1940)
| Période                                  | Période | Identité             | Étiquette   | Qualité |
| ---------------------------------------- | ------- | -------------------- | ----------- | --- |
| 1861                                     |         | M. Davero            |             | Notaire |
| avant 1869                               | 1872    | Félix Bonfiglio      |             | Notaire, adjoint au maire de Breil-sur-Roya                                                                 |
|                                          |         |                      |             | |
| 1892                                     | 1904    | Alexandre Stève      |             | Maire de Saorge (1892-1894)                                                                                 |
| 1904                                     | 1922    | Louis-François Davéo | Républicain | Maire de Saorge (1894-1912)                                                                                 |
| 1922                                     | 1928    | M. Degioanni         |             | |
| 1928                                     |         | Claude Botton        |             | Maire de Saorge (1925-1938)                                                                                 |
| 1940                                     |         |                      |             | Les conseils d'arrondissement ont été suspendus par la loi du 12 octobre 1940 et n'ont jamais été réactivés |
| Les données manquantes sont à compléter. |         |                      |             | |

## Démographie
| 1962  | 1968  | 1975  | 1982  | 1990  | 1999  | 2006  | 2011  | 2012  |
| ----- | ----- | ----- | ----- | ----- | ----- | ----- | ----- | ----- |
| 2 951 | 2 982 | 2 676 | 2 670 | 2 650 | 2 658 | 2 823 | 3 120 | 3 179 |